# Angerona pallescens
Angerona pallescens är en fjärilsart som beskrevs av Williams 1947. Angerona pallescens ingår i släktet Angerona och familjen mätare. Inga underarter finns listade i Catalogue of Life.